# Opéra d'Australie

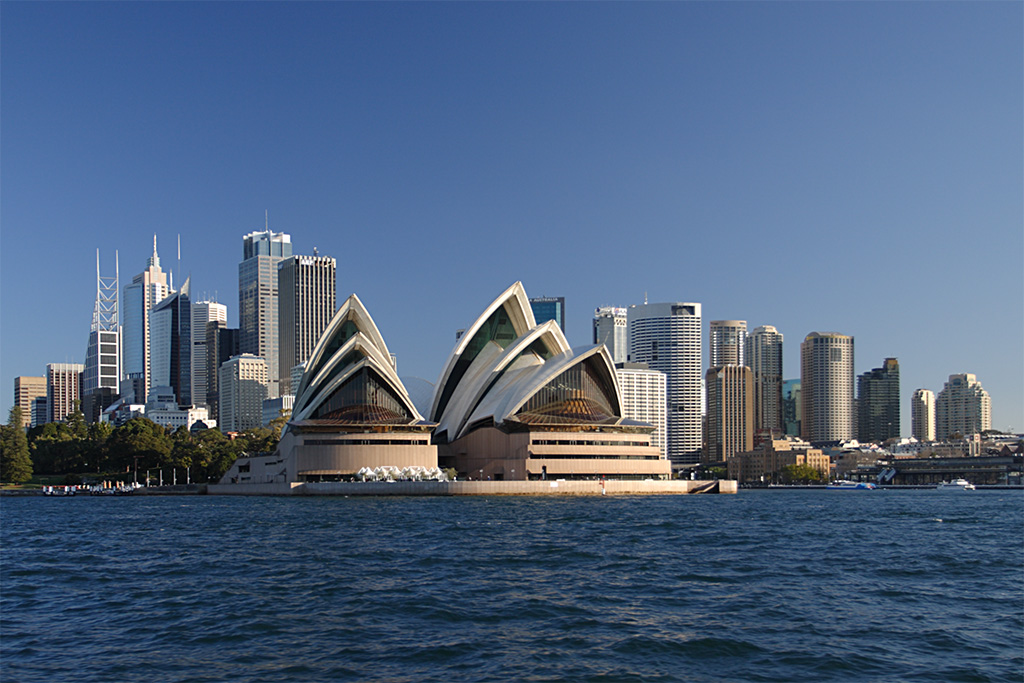
L'Opéra de Sydney est le siège de l'Opéra d'Australie.

L'Opéra d'Australie (Opera Australia) dont le siège est à Sydney est la plus importante compagnie d'opéra australienne. Elle donne ses représentations à l'Opéra de Sydney pendant environ huit mois de l'année, et passe le reste de son temps à l'Arts Centre de Melbourne, au Victoria. En 2004, la compagnie a donné 226 représentations à Sydney et à Melbourne, auxquelles ont assisté plus de 294 000 personnes. 
Comme la plupart des compagnies d'opéra, elle est financée par une combinaison de fonds publics, de parrainage d'entreprises, de la philanthropie privée et par la vente des billets. La proportion de ses revenus provenant de la vente des billets est considérablement plus élevée que celle de la plupart des autres compagnies, environ 75 %. 
En plus du répertoire classique traditionnel, la compagnie a créé un certain nombre d'opéras australiens dont récemment Lindy (2002) de Moya Henderson, un opéra qui est basé sur l'histoire de Lindy Chamberlain, une australienne accusée à tort du meurtre de ses enfants. En 2007, la compagnie a produit pour la première fois hors d'Amérique l'opéra d'André Previn Un tramway nommé désir. 
La société est peut-être mieux connue internationalement pour son association avec Joan Sutherland, l'une des sopranos les plus célèbres des années 1980 et par la production à grand spectacle par Baz Luhrmann de La Bohème de Puccini au début des années 1990. 
À la fin de 2004, l'Opéra d'Australie fournissait du travail à environ 1 300 personnes. OzOpera (la branche de l'Opéra chargée de l'éducation et de l'accès à la culture) a donné des représentations de La Bohème au Victoria, dans le Territoire du Nord et en Australie-Occidentale, auxquelles ont assisté 13 350 personnes, tandis que les écoles de OzOpera Société ont attiré plus de 63 500 enfants d'âge primaire dans plus de 360 spectacles dans les zones urbaines et rurales de Nouvelle-Galles du Sud et du Victoria. Plusieurs milliers d'Australiens connaissent également les travaux de leur compagnie d'opéra par l'intermédiaire de la télévision, la radio, la vidéo, le disque compact, le DVD et la représentation annuelle gratuite au Domaine, un vaste espace vert de Sydney.